# Kolegiátní kostel Saint-Honoré
Kolegiátní kostel Saint-Honoré (francouzsky Collégiale Saint-Honoré) byl kolegiátní kostel v Paříži v 1. obvodu v Rue Saint-Honoré zasvěcený svatému Honoriovi z Amiens. Kostel byl zbořen v 19. století.

## Historie
Kolem roku 1204 daroval jistý Renold Chéreins a jeho manželka devět jiter půdy, které vlastnili za městskými hradbami, jako obročí pro malou kapli, kterou chtěli vybudovat. Převor kláštera Saint-Martin-des-Champs jim daroval pozemek, na kterém byla v letech 1204–1209 vystavěna kaple. Tento pozemek se nacházel v blízkosti Porte Saint-Honoré, poněkud stranou od cesty, která vedla do Saint-Ouen, Argenteuil a Neuilly (dnešní Rue Saint-Honoré). Kaple patřila do farnosti kostela Saint-Germain-l'Auxerrois. Od roku 1204 zde působila kapitula. V roce 1257 zde bylo 12 kanovníků jmenovaných společně pařížským biskupem a kapitulou Saint-Germain l'Auxerrois, ale od roku 1450 klesl jejich počet na čtyři.
Ve druhé polovině 14. století nechal Karel V. rozšířit městské hradby a kostel byl začleněn do Paříže. Byl rozšířen a v roce 1579 přestavěn. V roce 1605 byl ve vlastnictví univerzitní koleje Bons Enfants a byl v něm umístěn seminář. Po vzniku farnosti u sv. Rocha v roce 1633 se stal kostel její součástí. V roce 1723 byl v kostele pohřben kardinál Dubois. V roce 1790 byla kapitula rozpuštěna a kostel byl znárodněn. Revoluční sekce Halle aux Blés ve zrušeném kostele konala svá shromáždění. V roce 1796 byl kostel prodán za podmínky vybudovat zde novou ulici Rue des Bons Enfants. Kostel byl zčásti zbořen na počátku 19. století. Poslední jeho pozůstatky byly zbořeny v roce 1854. V letech 1919 a 1945 na jeho místě byly postaveny nové budovy, které dnes využívá ministerstvo kultury.